# Robert Karger

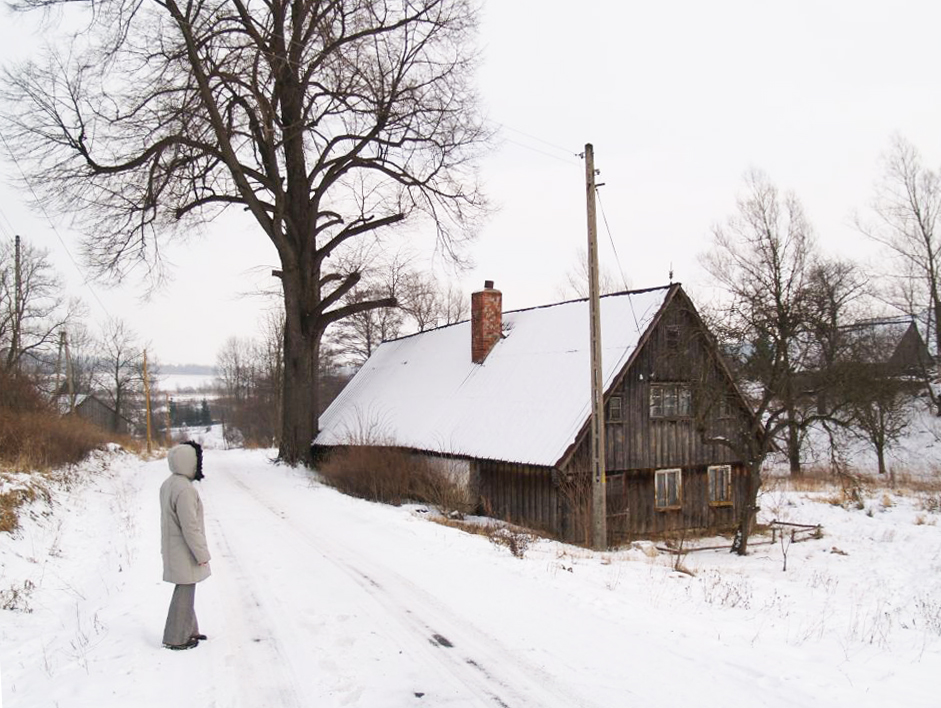
Dom rodzinny Kargera we wsi Wyszki

Robert Karger (ur. 24 czerwca 1874 w Wyszkach, zm. 17 października 1946 w Amecke) – niemiecki poeta, główny przedstawiciel twórczości literackiej w dialekcie kłodzkim (Glätzisch Mundart).

## Życiorys
Ukończył seminarium nauczycielskie w Bystrzycy Kłodzkiej, pracował jako nauczyciel na ziemi kłodzkiej i Górnym Śląsku. W latach 1923–1946 (aż do wysiedlenia) mieszkał w Nowej Rudzie.
W latach 1911–1942 był wraz z Augustem Walzelem redaktorem i wydawcą popularnego, ludowego kalendarza regionalnego „Guda Obend”, który przyczynił się do popularyzacji folkloru kłodzkiego i jego twórców.
Autor licznych wierszy, zarówno w literackim języku niemieckim, jak i w gwarze kłodzkiej.

## Twórczość
Poezja
- Schniegläckla (Śnieżyczki, 1910),
- Marmelade (1917), Marjasonne. A Zoaspel Gedichta aus a Gleetscha Barja (Poranne słonko. Garść wierszy z kłodzkich gór, 1921),
- A holb Schook aale gleetsche Leutla (Pół kopy starych kłodczan, 1925),
- Pauerbrot (Chłopski chleb, 1929).
- Zbiór Bargloft (Górskie powietrze), przygotowany do druku i zawierający ponad 400 wierszy, zaginął w 1945.

Do kilku wierszy poety skomponowano muzykę np. Paul Elsner, Es lei ei a Barja (Wśród gór leży), Anton Günter Om’f Ufabänkla (Przy piecu, na ławeczce).
Sztuki
- Familie Knieckebään (1931),
- Lotterie und Liebe (1931),
- Zwee joste Poarla.
- Der Granzbook – najbardziej znana z jego sztuk została opracowana muzycznie przez Georga Hartmanna (prapremiera w 1924).

W latach 30. XX w. na łamach Guda Obend publikował artykuły prezentujące ideologię nazistowską, napisał także wiersz wychwalający führera.